# QT Sagittae
QT Sagittae eller WR 128, är en ensam stjärna belägen i den norra delen av stjärnbilden Pilen. Den har en skenbar magnitud av ca 10,51 och kräver ett  teleskop för att kunna observeras. Baserat på parallax enligt Gaia Data Release 2 på ca 0,313 mas, beräknas den befinna sig på ett avstånd på ca 9 500 ljusår (2 900 parsek) från solen. Den rör sig bort från solen med en heliocentrisk radialhastighet på ca 100 km/s.

## Egenskaper

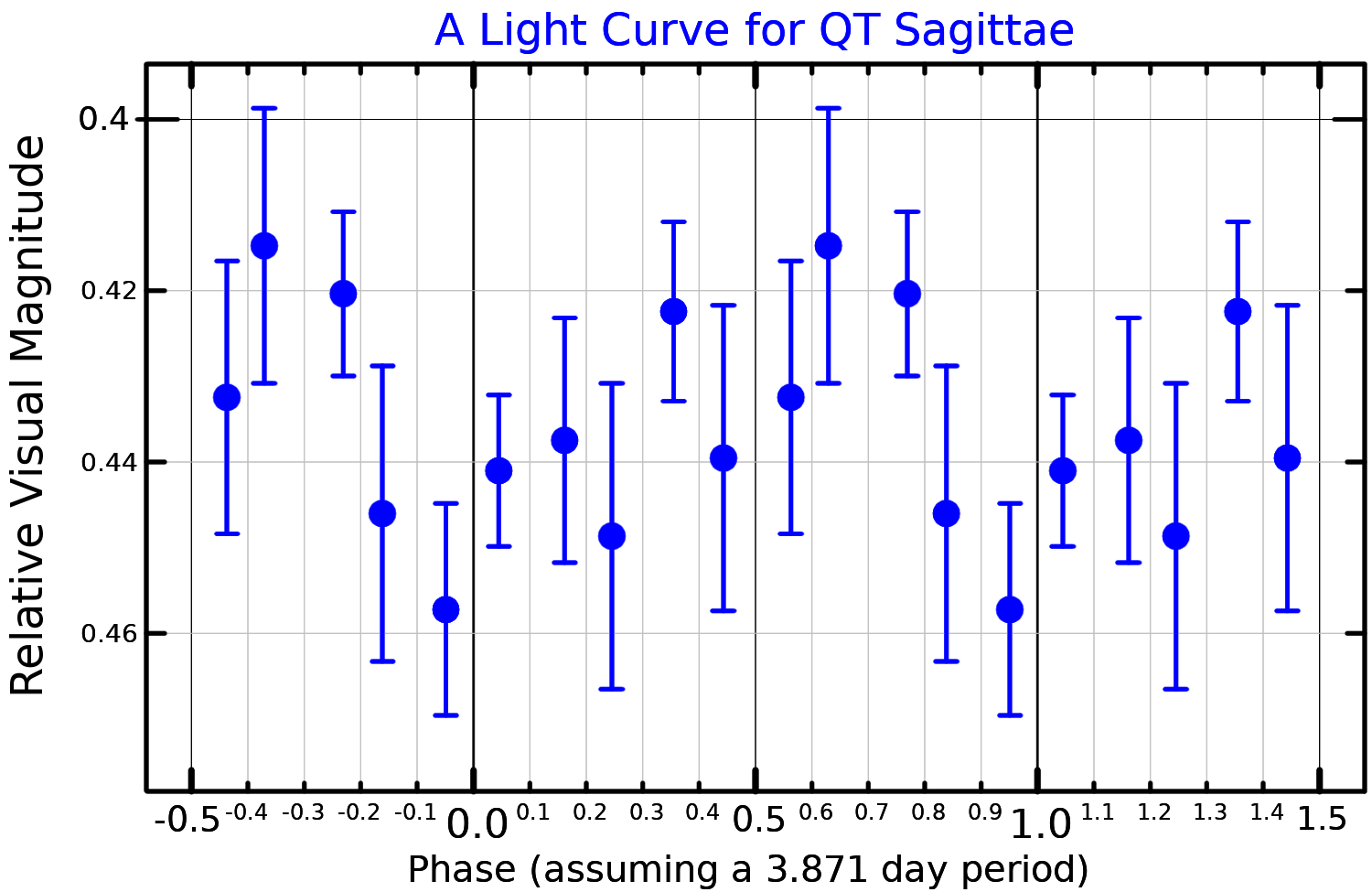
Ljuskurva av visuella bandet för QT Sagittae, anpassad från Antokhin och Cherepashchuk (1985).)

QT Sagittae är en blå Wolf-Rayet-stjärna av spektralklass WN4(h)-w. Den har en massa som är ca 11 solmassor, en radie på ca 2,7 solradier och utsänder från dess fotosfär energi motsvarande 166 000 gånger solen vid en effektiv temperatur av ca 70 800 K. I egenskap av medlem av spektralklass WN har WR 128:s spektrum likhet med det för en WN4-stjärna, men väte finns tydligt i stjärnan (därav h i dess spektrum), vilket gör den till den enda kända väterika WN4-stjärnan i Vintergatan.
Analys av WR 128:s spektrum med PoWR visar att den förlorar massa i mycket långsam takt (i Wolf-Rayet-termer), vid 10-5,4 solmassa/år. All denna massa förs ut av en mycket stark stjärnvind med en sluthastighet på 2 050 kilometer per sekund.